# (16395) Иоаннправедный
(16395) Иоаннправедный (лат. Ioannpravednyj) — типичный астероид главного пояса, открыт 23 октября 1981 года советским астрономом Людмилой Черных в Крымской астрофизической обсерватории и 7 июня 2009 года назван в честь священника Русской православной церкви Иоанна Кронштадтского.

## Обнаружение и именование
(16395) Иоаннправедный
Открыт 23 октября 1981 года в Крымской астрофизической обсерватории Л. И. Черных.
Иоанн Праведный (благочестивый святой Иоанн Кронштадтский; Иван Ильич Сергиев, 1829—1908) — протоиерей, служивший в кафедральном соборе острова Котлин в Финском заливе. Прославился чудесными исцелениями, щедрой благотворительностью и благочестивой жизнью. Основал первый в России центр помощи безработным и бездомным.
Оригинальный текст (англ.)16395 Ioannpravednyj
Discovered 1981 Oct. 23 by L. I. Chernykh at the Crimean Astrophysical Observatory.
Ioannpravednyj (pious St. Ioann Kronstadtskij; Ivan Il'ich Sergiev, 1829—1908) was an archpriest who served in the cathedral of Kotlin island in the Gulf of Finland. He became famous for miraculous healing, generous charity and a pious life. He established a center to help unemployed and homeless people, the first in Russia.
Источники: 20090607/MPCPages.arc; M.P.C. 66242.

## Орбита

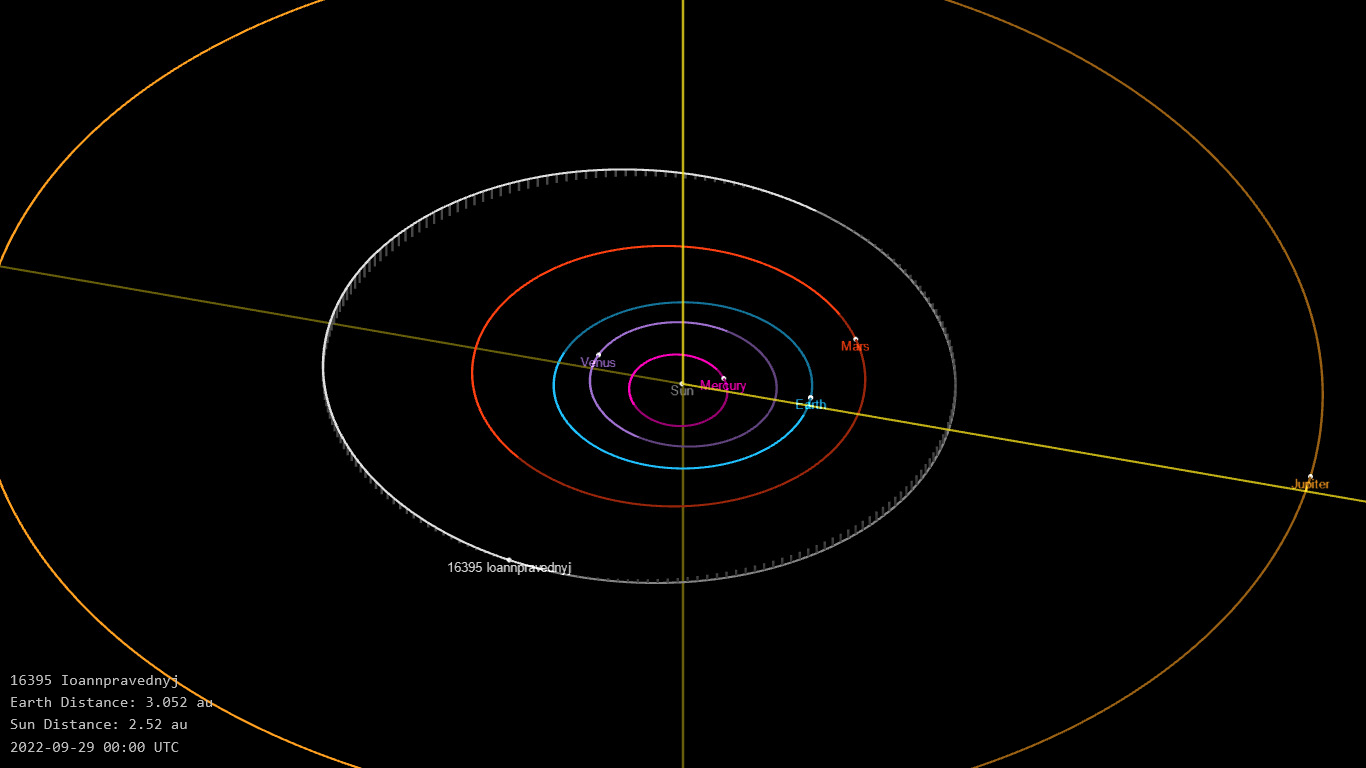
Орбита астероида Иоаннправедный и его положение в Солнечной системе

## Физические характеристики
Астероид относится к таксономическому классу S.
По результатам наблюдений в видимом и ближнем инфракрасном диапазоне космического телескопа NEOWISE диаметр астероида оценивался равным 9,162±0,104 км, 6,12±1,66 км и 6,02±2,00 км. Согласно тем же источникам альбедо оценивается как 0,0636±0,0099, 0,10±0,12, 0,064±0,010 и 0,094±0,082.